# Houghall
Houghall – osada w Anglii, w hrabstwie Durham. Leży 2 km na południe od miasta Durham i 375 km na północ od Londynu.